# Stazione di Sora
Stazione di Sora vasútállomás Olaszországban, Sora településen.

## Vasútvonalak
Az állomást az alábbi vasútvonalak érintik:
- Avezzano–Roccasecca-vasútvonal

## Kapcsolódó állomások
A vasútállomáshoz az alábbi állomások vannak a legközelebb:
- Stazione di Compre-San Vincenzo
- Stazione di Isola Liri